# Hell in a Cell (2015)
Hell in a Cell (2015) — седьмое по счёту шоу Hell in a Cell, PPV-шоу производства американского рестлинг-промоушна WWE. Шоу прошло 25 октября 2015 года в «Стэйплс-центр» в Лос-Анджелесе, Калифорния, США.

## Предыстория
В 2014 году на WrestleMania XXX Брок Леснар прервал беспроигрышную серию Гробовщика на WrestleMania. В августе того же года на SummerSlam Леснар одержал победу над Джоном Синой и завоевал титул чемпиона мира в тяжёлом весе WWE. Он удерживал этот титул до WrestleMania 31, на которой Сет Роллинс использовал свой контракт «Деньги в банке» и завоевал чемпионский титул. На шоу Battleground прошёл матч-реванш, однако в ход поединка вмешался Гробовщик, напав на Леснара, а сам матч кончился исчезновением Роллинса и судьи с ринга. Первоначально было объявлено, что поединок закончился без результата, но 20 июля на шоу Raw Леснар был объявлен победителем, а также анонсирован бой на SummerSlam между Гробовщиком и Броком Леснаром. На SummerSlam (2015) Гробовщик смог победить Брока Леснера в матче-реванше. На PPV Night of Champions (2015) было объявлено что Гробовщик и Брок Леснар столкнутся друг с другом на шоу Hell in a Cell в матче «Ад в клетке».
На Money in the Bank (2015) Брэй Уайатт вмешался в матч с лестницами за кейс Money in the Bank, где помешал Роману Рейнсу. На Battleground (2015) Брэй Уайатт победил Романа Рейнса, после того как в матч вмешался Люк Харпер. На RAW от 20 июля Дин Эмброус был менеджером Романа Рейнса и тот победил Люка Харпера по дисквалификации. На SmackDown! от 6 августа Роман Рейнс вызвал Уайатта на командный матч на SummerSlam, Роман Рейнс и Дин Эмброус против Брэя Уайатта и Люка Харпера. На SummerSlam (2015) Роман Рейнс и Дин Эмброус победили Брэя Уайатта и Люка Харпера. На следующем RAW Брей Уайатт представил нового участника группировки Брауна Строумэна, который атаковал Рейнса и Эмброуса. 5 сентября на сайте WWE.com было объявлено что на Night of Champions Семья Уайаттов будет противостоять Рейнсу, Эмброусу и их партнёру на выбор. На Night of Champions (2015) Рейнс и Эмброус, представили своего командного партнёра и им оказался Крис Джерико, но неожиданно для всех Семья Уайатта смогла победить команду фейсов. На SmackDown! от 1 октября Роман Рейнс вызвал Брэя Уайатта на матч на Hell in a Cell, с условием что этот матч будет по правилам «Ад в клетке», на что Уайатт согласился. На RAW от 5 октября Роман Рейнс, Дин Эмброус и Рэнди Ортон победили Семью Уайаттов.
На SummerSlam (2015) PCB победили Team Bella против The B.A.D. На RAW от 24 августа прошёл сегмент с участием Team PCB и Близняшек Белл, в ходе которого был назначен матч, в котором Беллы победили. На RAW от 31 августа прошли матч Beat the Clock за первое претендентство на титул Чемпионки Див WWE: Бекки Линч победила Алишу Фокс за 3:21; Шарлотта победила Бри Беллу за 1:40. Матч Пэйдж против Саши Бэнкс закончился без результата. На RAW от 14 сентября Шарлотта победила Никки Беллу, и уже праздновала победу и завоевание титула, но вышла Стефани МакМэн и заявила что Шарлотта победила по дисквалификации и титул остается у Никки. На Night of Champions (2015) Шарлотта победила Никки Беллу и стала новой Чемпионкой Див WWE. На RAW от 21 сентября во время празднования чемпионства, Пэйдж совершила хилл-тёрн. На том же RAW Шарлотта победила Бри Беллу. На RAW от 28 сентября Team Bella победили The PCB. На RAW от 5 октября был назначен матч реванш на Hell in a Cell между Шарлоттой и Никки Беллой. На специальном шоу MSG во время матча Team Bella против PCB Шарлотта и Бекки Линч предали Пэйдж и после этого она оставшись одна была удержана.
На Night of Champions (2015) вернулся Кейн в своём старом образе в маске и атаковал чемпиона мира в тяжёлом весе Сета Роллинса. На RAW от 21 сентября Кейн вновь атаковал Роллинса, после матча против Джона Сины затащив его под ринг. На RAW от 28 сентября после медицинский тестов, которые прошёл Корпоративный Кейн было объявлено, что он нормальный и адекватный человек. Но Сету это не понравилось и он атаковал стулом Кейна, но не успела скорая помощь с Кейном отъехать как из неё вышел Демон Кейн, который вновь атаковал Роллинса. На RAW от 5 октября Стефани МакМэн объявила что на Hell in a Cell Роллинс будет биться с Демоном Кейном.
На специальном шоу на арене MSG во время матча в адской клетке Сета Роллинса и Джона Сины, когда Сет уже почти выбрался, вдруг вышел Демон Кейн и помешал ему и тем самым помог Джону, который провёл Роллинсу AA и удержал его.
На RAW от 7 сентября Кевин Оуэнс прервал интервью Райбека. На SmackDown! от 10 сентября Оуэнс атаковал Райбека, во время его матча с дровосеками против Сета Роллинса. На RAW от 14 сентября Райбек выпросил матч у The Authority против Кевина Оуэнса. На Night of Champions (2015) Кевин Оуэнс победил Райбека и стал новым Интерконтинентальным чемпионом WWE. На SmackDown! от 8 октября был назначен матч-реванш на Hell in a Cell.
На RAW от 19 октября было объявлено что на Hell in a Cell Джон Сина будет защищать титул Чемпиона Соединённых Штатов WWE, в открытом вызове.
На RAW от 19 октября Русев, Шеймус и Король Барретт победили Дольфа Зигглера, Сезаро и Невилла. Тем же вечером было объявлено что на Kick-off Hell in a Cell состоится матч-реванш.

## Матчи
| №                                | Матч | Тип матча | Время |
| -------------------------------- | --- | --- | ----- |
| Kick-off                         | Дольф Зигглер, Сезаро и Невилл победили Шеймуса, Русева и Короля Барретта                                         | Командный матч три на три | 11:38 |
| 1                                | Альберто Дель Рио (с Зебом Кольтером) победил Джона Сину (с)                                                      | Открытый вызов на матч за титул Чемпиона Соединённых Штатов WWE                                                                                              | 07:46 |
| 2                                | Роман Рейнс победил Брэя Уайатта                                                                                  | Матч «Ад в клетке» | 23:08 |
| 3                                | Новый День (Биг И и Кофи Кингстон) (с) (с Ксавье Вудсом) победили Братьев Дадли (Буббу Рэя Дадли и Ди-Вона Да́дли) | Командный матч за титулы Командных чемпионов WWE | 08:26 |
| 4                                | Шарлотта (с) победила Никки Беллу                                                                                 | Одиночный матч за титул Чемпионки Див WWE | 10:39 |
| 5                                | Сет Роллинс (с) победил Кейна                                                                                     | Одиночный матч за титул Чемпиона мира в тяжёлом весе WWE Если Демон Кейн проиграет, то Корпоративный Кейн будет уволен с должности кооперационного директора | 14:36 |
| 6                                | Кевин Оуэнс (c) победил Райбэка                                                                                   | Одиночный матч за титул Интерконтинентального чемпиона WWE                                                                                                   | 05:35 |
| 7                                | Брок Леснар (с Полом Хейманом) победил Гробовщика                                                                 | Матч «Ад в клетке» | 18:07 |
| (c) — чемпион на момент поединка | | |       |